# Erdélyi Tímea
Erdélyi Tímea (Budapest, 1983. június 20. –) magyar színésznő.

## Életpályája
A televízióban először 2000-ben debütált, amikor az RTL Klubon vetített Barátok közt című napi sorozat Tildáját alakította, 2003-ig. 2002-ben Magyarország legszexisebb nőjének választották. Színházban 2003-ban debütált, amikor szerepet kapott Agatha Christie: A vád tanúja című darabban; itt Grétát alakította.
Közben 2008-ban végzett a Színház- és Filmművészeti Egyetemen, Zsámbéki Gábor és Zsótér Sándor osztályában, majd 2009-től a Szegedi Nemzeti Színház színésze és a Madách Színház vendégművésze lett, de játszott a Radnóti Miklós Színházban is.
Az országos ismertséget a Hacktion, illetve az előbbi folytatásaként elkészült Hacktion: Újratöltve című bűnügyi vígjátéksorozat hozta meg a számára, amelyeknek eddig elkészült összes folytatásában a főszerepek egyikét játszotta.
Szabadúszó színész, jelenleg a Játékszínben, a Rózsavölgyi szalonban, a Bartók Kamaraszínházban és a Karinthy Színházban játszik.
2023-tól a Déryné Program társulatának tagja.

## Magánélete
2006-ban a Szabadság, Szerelem című film forgatásán került kapcsolatba Csányi Sándor színésszel. Majd összeköltöztek, párkapcsolatuknak két év után lett vége. 2012-ben házasságot kötött Szente Vajk színész-rendezővel., később viszont különéltek. 2019 októberében váltak el. Későbbi élettársa Radnai Márk színész, rendező volt.

## Színházi szerepei
A Színházi Adattárban regisztrált bemutatóinak száma: 19.
- Christie: A vád tanúja....Gréta
- Szophoklész: Oidipusz király....A kar tagja
- Carlo Goldoni: A háború....Orsolina
- Kraus: Az emberiség végnapjai....Lány
- William Shakespeare: 'Vigyétek ki az éjjelit'....
- De Filippo: Nápolyi kísértetek....Silvia
- Weöres Sándor: Octopus, avagy Szent György és a Sárkány históriája....Isabel hercegnő
- Csehov: Sputnic Disco....
- Carlo Goldoni: A kávéház....Placida
- Stephens: Pornográfia....Az adjunktus másik tanítványa; az egyik nővér
- Hoffmann: A diótörő....Egyetemista lány - Menyhért
- A falu rossza....Finum Rózsi
- Ayckbourn: Mr. A., avagy a Hang-villa titka....Suzy
- William Shakespeare: A tévedések komédiája....Adriána
- Hal a zacskóban....Viráglány; Margó
- Vörösmarty Mihály: Csongor és Tünde....Ledér
- Fenyő Miklós: Aranycsapat....Winkler Zsófi
- Barnák-Deme: A rejtőzők....Lauren
- Pozsgai Zsolt: Kék-lila nyár....Torma

## Filmjei
- Barátok közt (2000, 2001–2003)
- Ebéd (2008)
- 9 és ½ randi (2008)
- Géniusz, az alkimista (2010)
- Hacktion: Újratöltve (2012–2014)
- Holnap Tali! (2017)
- Holnap tali – A premier (2018)
- A mi kis falunk (2018–2021, 2023)
- Drága örökösök (2019)
- Segítség! Itthon vagyok! (2020)
- Mintaapák (2020–2021)
- Elk*rtuk (2021)
- Frici & Aranka (2022) ...Klug Böske

## Díjai, elismerései
- Kránitz Lajos-díj (2013)